# Zdeněk Vaněk
Zdeněk Vaněk (* 19. Juli 1968 in Jaroměř) ist ein tschechischer Handballtrainer und ehemaliger Handballspieler.

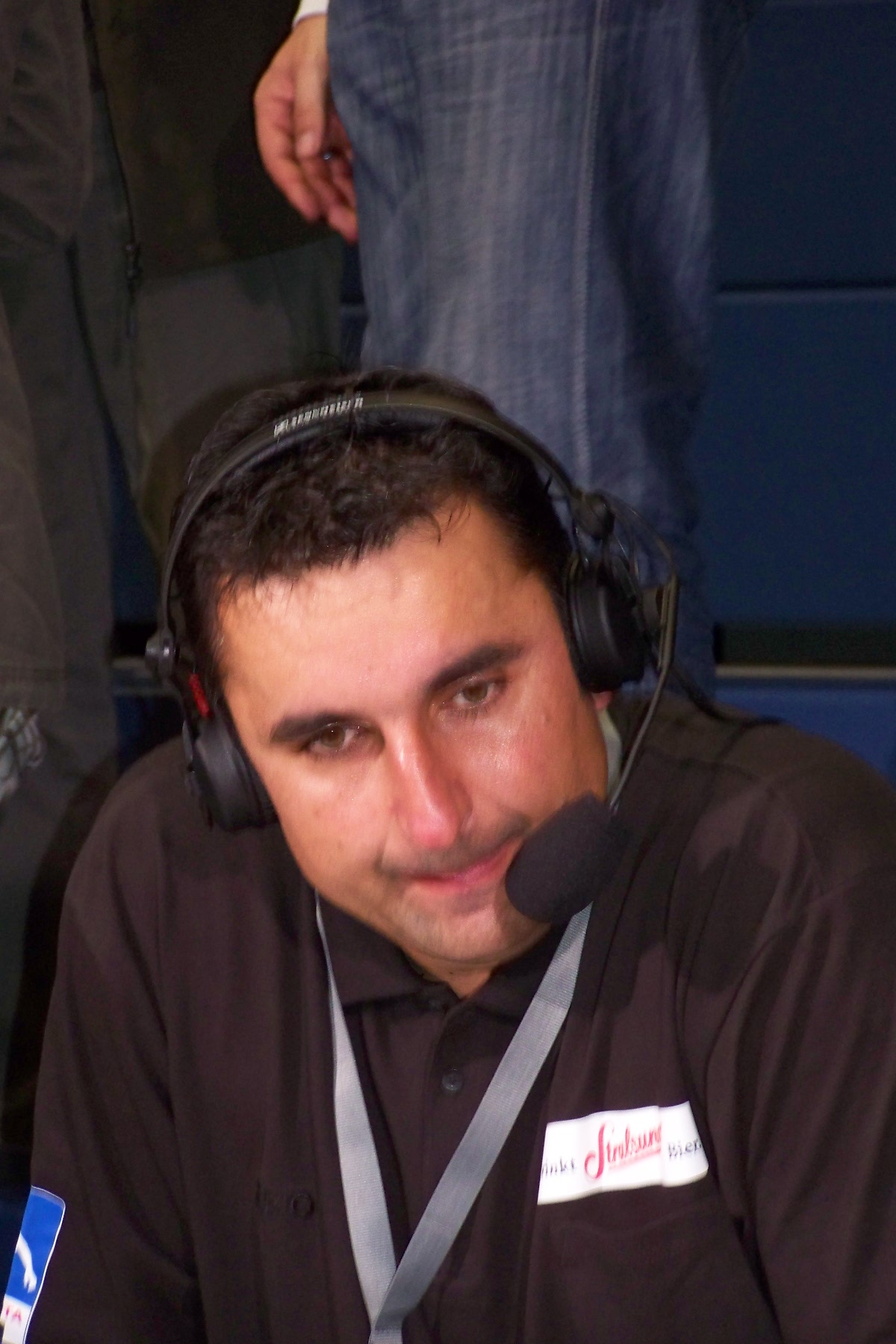
Zdeněk Vaněk (2008)

## Spielerlaufbahn
Der zwei Meter große Zdeněk Vaněk wurde auf der Position linker Rückraum eingesetzt.

### Vereinsmannschaften
Er spielte in der ČSSR bzw. in Tschechien bei Dukla Prag und wurde mit dieser Mannschaft mehrmals tschechischer Meister. Im September 1992 wechselte er zum VfL Günzburg, von wo er im Juli 1993 zum HSV Suhl wechselte und dort mehrfach knapp den Aufstieg in die Handball-Bundesliga verpasste. Der Aufstieg gelang mit dem ThSV Eisenach, zu dem er im Juli 1997 wechselte. Von Juli 2000 bis Juni 2001 spielte er beim LTV Wuppertal und ab Juli 2001 beim TuS Nettelstedt. Von Juli 2003 bis September 2004 spielte er beim Stralsunder HV in der ersten deutschen Handball-Bundesliga in der Abwehr.

### Nationalmannschaft
Vaněk spielte 168 mal für die tschechische Männer-Handballnationalmannschaft. Er nahm an den Handballwettbewerben der Olympischen Spiele 1988 und 1992 sowie an drei Weltmeisterschaften und zwei Europameisterschaften teil.

## Trainerlaufbahn
Nach seinem Abschied als Spieler wurde Vaněk 2004 Handballtrainer. In der Saison 2004/2005 betreute er den Regionalligisten TV Jahn Duderstadt, von Juli 2005 bis November 2006 in der 2. Handball-Bundesliga den ThSV Eisenach. Anschließend war er in der Spielzeit 2007/2008 Trainer des Thüringer Oberligisten SV Town&Country Behringen/Sonneborn, mit denen er den Klassenerhalt erreichte. Bei seinem ehemaligen Verein Stralsunder HV unterschrieb er im Juni 2008 nach dessen Aufstieg in die erste Handball-Bundesliga einen Zwei-Jahres-Vertrag und trainierte die Mannschaft in der Handball-Bundesliga-Saison 2008/2009. Als der Verein die Lizenz für die Saison 2009/10 nicht erhielt, wurde der Vertrag aufgelöst. Zdeněk Vaněk trainierte ab der Saison 2009/2010 wieder den SV Town&Country Behringen/Sonneborn. Im Oktober 2010 übernahm er das Training der Mannschaft des HSC 2000 Coburg, im Sommer 2011 löste ihn Hrvoje Horvat ab. Anschließend wurde Vaněk Vereinstrainer in der Coburger-Jugendabteilung. Nach der Saison 2016/2017 verließ er den HSC Coburg.

## Privates
Zdeněk Vaněk ist verheiratet und hat zwei Söhne, von denen Jakub Vaněk ebenfalls erfolgreich Handball spielte.